# Championnats du monde d'aviron 2022
Navigation
Ottensheim 2019 Belgrade 2023
Les Championnats du monde d'aviron 2022, cinquantième édition des championnats du monde d'aviron, ont lieu du 18 septembre au 25 septembre 2022 à Račice, en Tchéquie,.

## Résultats
- Catégories non-olympiques (ou paralympiques)

### Hommes
| Épreuves                           | Or | Or      | Argent | Argent  | Bronze | Bronze  |
| ---------------------------------- | --- | ------- | --- | ------- | --- | ------- |
| Skiff M1x                          | Oliver Zeidler | 6:48.67 | Melvin Twellaar | 6:50.12 | Graeme Thomas | 6:51.44 |
| Deux de couple M2x                 | France Hugo Boucheron Matthieu Androdias | 6:09.34 | Espagne Aleix García Rodrigo Conde | 6:10.52 | Australie David Bartholot Caleb Antill                                                                                                   | 6:11.92 |
| Quatre de couple M4x               | Pologne Dominik Czaja Mateusz Biskup Mirosław Ziętarski Fabian Barański                                                                         | 5:40.08 | Royaume-Uni Harry Leask George Bourne Matthew Haywood Tom Barras                                                                                         | 5:40.97 | Italie Nicolò Carucci Andrea Panizza Luca Chiumento Giacomo Gentili                                                                      | 5:42.14 |
| Deux de pointe M2−                 | Roumanie Marius Cozmiuc Sergiu Bejan | 6:28.06 | Espagne Jaime Canalejo Javier García | 6:29.27 | Royaume-Uni Oliver Wynne-Griffith Tom George                                                                                             | 6:30.86 |
| Quatre de pointe M4−               | Royaume-Uni William Stewart Sam Nunn David Ambler Freddie Davidson                                                                              | 5:48.29 | Australie Alexander Purnell Spencer Turrin Jack Hargreaves Joseph O'Brien                                                                                | 5:50.48 | Pays-Bas Ralf Rienks Ruben Knab Sander de Graaf Rik Rienks                                                                               | 5:51.85 |
| Huit M8+                           | Royaume-Uni Rory Gibbs Morgan Bolding David Bewicke-Copley Sholto Carnegie Charles Elwes Thomas Digby James Rudkin Thomas Ford Harry Brightmore | 5:24.41 | Pays-Bas Niki van Sprang Leonard van Lierop Abe Wiersma Jacob van de Kerkhof Michiel Mantel Mick Makker Guus Mollee Guillaume Krommenhoek Dieuwke Fetter | 5:25.52 | Australie Rohan Lavery Nicholas Lavery Henry Youl Ben Canham Angus Widdicombe Sam Hardy William O'Shannessy Jackson Kench Kendall Brodie | 5:27.72 |
| Skiff poids légers LM1x            | Gabriel Soares | 7:03.40 | Antonios Papakonstantinou | 7:05.42 | Rajko Hrvat | 7:08.66 |
| Deux de couple poids légers LM2x   | Irlande Fintan McCarthy Paul O'Donovan | 6:16.46 | Italie Pietro Ruta Stefano Oppo | 6:19.11 | Ukraine Stanislav Kovalov Ihor Khmara | 6:19.53 |
| Quatre de couple poids légers LM4x | Italie Antonio Vicino Alessandro Benzoni Niels Torre Patrick Rocek                                                                              | 5:56.66 | Chine Sun Man Chen Sensen Jiang Xuke Ma Yule | 5:59.27 | Allemagne Johannes Ursprung Simon Klüter Fabio Kress Joachim Agne                                                                        | 5:59.47 |
| Deux de pointe poids légers LM2−   | Italie Alessandro Durante Giovanni Ficarra | 6:47.69 | Hongrie Bence Szabó Kálmán Furkó | 6:51.49 | Tchéquie Jiří Kopáč Milan Viktora | 6:51.64 |

### Femmes
| Épreuves                           | Or | Or      | Argent | Argent  | Bronze | Bronze  |
| ---------------------------------- | --- | ------- | --- | ------- | --- | ------- |
| Skiff W1x                          | Karolien Florijn | 7:31.66 | Emma Twigg | 7:34.03 | Tara Rigney | 7:36.96 |
| Deux de couple W2x                 | Roumanie Nicoleta-Ancuța Bodnar Simona Radiș | 6:47.77 | Pays-Bas Roos de Jong Laila Youssifou | 6:51.02 | Irlande Sanita Pušpure Zoe Hyde | 6:52.81 |
| Quatre de couple W4x               | Chine Chen Yunxia Zhang Ling Lü Yang Cui Xiaotong | 6:17.49 | Pays-Bas Nika Johanna Vos Tessa Dullemans Ilse Kolkman Bente Paulis                                                                                       | 6:18.68 | Grande-Bretagne Jessica Leyden Lola Anderson Georgina Brayshaw Lucy Glover                                                                          | 6:21.05 |
| Deux de pointe W2−                 | Nouvelle-Zélande Grace Prendergast Kerri Williams | 7:03.76 | Pays-Bas Ymkje Clevering Veronique Meester | 7:06.02 | États-Unis Madeleine Wanamaker Claire Collins | 7:08.03 |
| Quatre de pointe W4−               | Royaume-Uni Heidi Long Rowan McKellar Samantha Redgrave Rebecca Shorten                                                                                          | 6:26.40 | Pays-Bas Marloes Oldenburg Benthe Boonstra Hermine Catherine Drenth Tinka Offereins                                                                       | 6:28.62 | Australie Lucy Stephan Katrina Werry Bronwyn Cox Annabelle McIntyre                                                                                 | 6:29.29 |
| Huit W8+                           | Roumanie Maria-Magdalena Rusu Iuliana Buhuș Adriana Ailincăi Maria Tivodariu Mădălina Bereș Amalia Bereș Ioana Vrînceanu Simona Radiș Victoria-Ștefania Petreanu | 6:01.14 | Pays-Bas Benthe Boonstra Laila Youssifou Hermine Drenth Marloes Oldenburg Roos de Jong Tinka Offereins Ymkje Clevering Veronique Meester Aniek van Veenen | 6:05.04 | Canada Jessica Sevick Gabrielle Smith Morgan Rosts Kirsten Edwards Alexis Cronk Kasia Gruchalla-Wesierski Avalon Wasteneys Sydney Payne Kristen Kit | 6:07.51 |
| Skiff poids légers LW1x            | Ionela Cozmiuc | 7:42.59 | Martine Veldhuis | 7:44.48 | Jackie Kiddle | 7:44.98 |
| Deux de couple poids légers LW2x   | Royaume-Uni Emily Craig Imogen Grant | 6:54.78 | États-Unis Mary Reckford Michelle Sechser | 6:57.92 | Irlande Aoife Casey Margaret Cremen | 7:00.62 |
| Deux de pointe poids légers LW2−   | Italie Maria Zerboni Samantha Premerl | 7:38.19 | États-Unis Solveig Imsdahl Elaine Tierney | 7:43.84 | Allemagne Sophia Wolf Eva Hohoff | 7:54.97 |
| Quatre de couple poids légers LW4x | Italie Ilaria Corazza Giulia Mignemi Silvia Crosio Arianna Noseda                                                                                                | 6:38.14 | NC | NC      | NC | NC      |

### Para-canoë

#### Hommes
| Épreuves | Or                                        | Or      | Argent                                 | Argent  | Bronze                             | Bronze  |
| -------- | ----------------------------------------- | ------- | -------------------------------------- | ------- | ---------------------------------- | ------- |
| PR1 H1x  | Roman Polianskyi                          | 9:03.74 | Giacomo Perini                         | 9:08.12 | Benjamin Pritchard                 | 9:11.90 |
| PR2 H1x  | Corné de Koning                           | 8:52.37 | Gian Filippo Mirabile                  | 9:03.33 | Paul Umbach                        | 9:21.12 |
| PR3 H2−  | Royaume-Uni Oliver Stanhope Edward Fuller | 6:53.68 | Australie Nicholas Neales James Talbot | 7:21.02 | Ukraine Andrii Syvykh Dmytro Herez | 7:29.07 |

#### Femmes
| Épreuves | Or                                                 | Or       | Argent                                    | Argent   | Bronze        | Bronze   |
| -------- | -------------------------------------------------- | -------- | ----------------------------------------- | -------- | ------------- | -------- |
| PR1 F1x  | Birgit Skarstein                                   | 10:07.58 | Nathalie Benoit                           | 10:13.10 | Anna Sheremet | 10:17.45 |
| PR2 F1x  | Katie O'Brien                                      | 9:25.23  | Kathryn Ross                              | 9:35.35  | Anna Aisanova | 10:09.24 |
| PR3 F2−  | Grande-Bretagne Francesca Allen Giedrė Rakauskaitė | 7:50.89  | Australie Alex Vuillermin Alexandra Viney | 8:03.02  | NC            | NC       |

#### Mixte
| Épreuves  | Or                                                                                                   | Or      | Argent                                                                         | Argent  | Bronze                                                                            | Bronze  |
| --------- | --- | ------- | ------------------------------------------------------------------------------ | ------- | --------------------------------------------------------------------------------- | ------- |
| PR2 Mix2x | Ukraine Svitlana Bohuslavska Iaroslav Koiuda                                                         | 8:24.47 | Pologne Jolanta Majka Michał Gadowski                                          | 8:26.95 | France Perle Bouge Stéphane Tardieu                                               | 8:28.81 |
| PR3 Mix2x | France Elur Alberdi Laurent Cadot                                                                    | 7:35.04 | Brésil Diana Barcelos de Oliveira Valdeni da Silva Junior                      | 7:37.16 | Ukraine Dariia Kotyk Stanislav Samoliuk                                           | 7:37.18 |
| PR3 Mix4+ | Royaume-Uni Francesca Allen Giedrė Rakauskaitė Edward Fuller Oliver Stanhope Morgan Baynham-Williams | 6:48.34 | Allemagne Susanne Lackner Jan Helmich Marc Lembeck Kathrin Marchand Inga Thöne | 7:06.94 | France Erika Sauzeau Margot Boulet Rémy Taranto Laurent Cadot Émilie Acquistapace | 7:11.41 |